# George Bogislaus Staël von Holstein

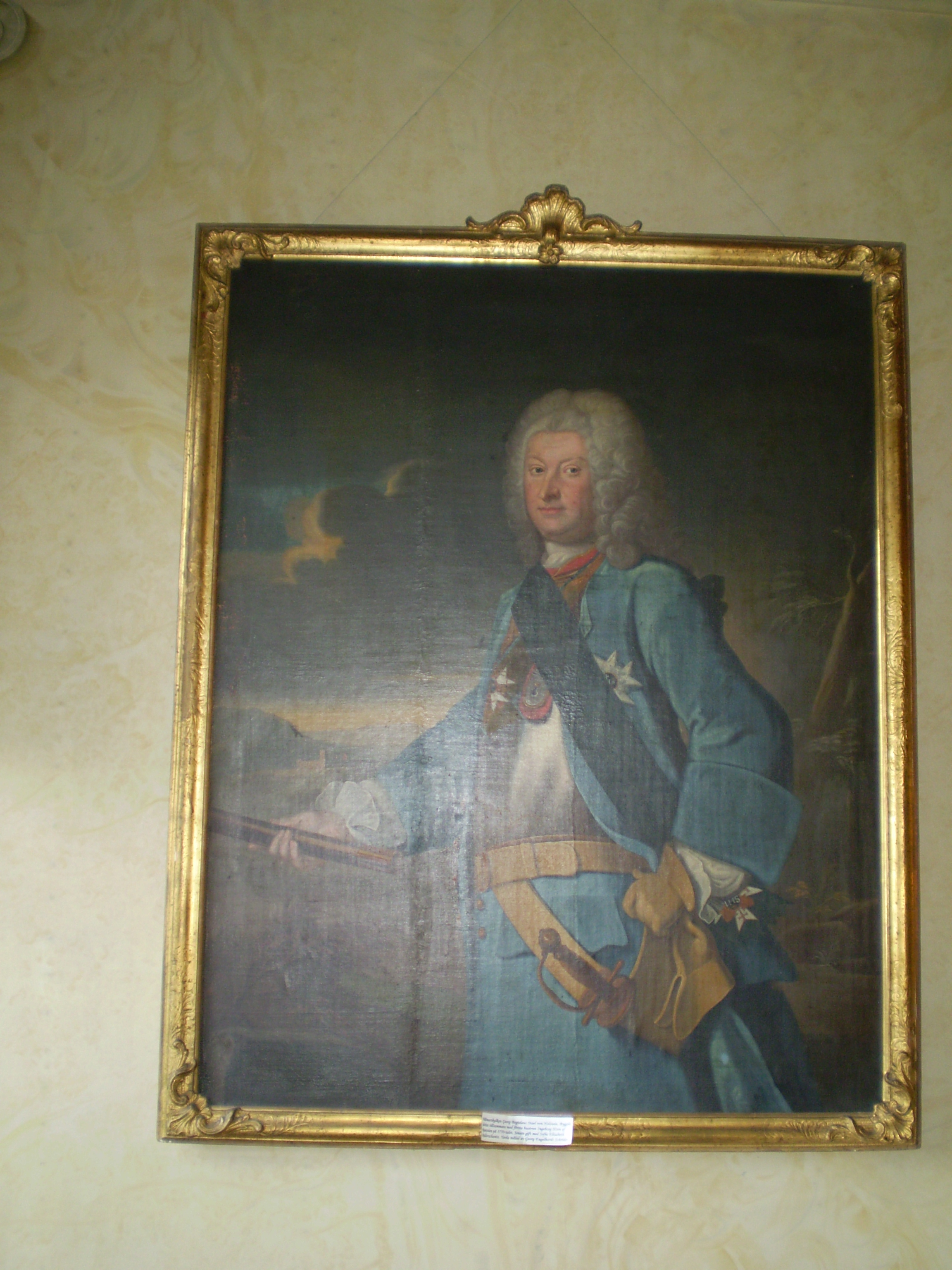
George Bogislaus Stael von Holstein

George Bogislaus Staël von Holstein (* 6. Dezember 1685 in Narva; † 17. Dezember 1763 in Malmö) war ein schwedischer Freiherr und Feldmarschall.

## Familie
George Bogislaus Staël von Holstein wurde am 6. Dezember 1685 als Sohn des Oberstleutnant Johan Staël von Holstein und Julia Helena von der Pahlen geboren.
Während seiner Kriegsgefangenschaft in Russland heiratete er 1710 die Gräfin Ingeborg Christina Horn af Rantzien, eine Tochter des Geheimen Rates und Generalfeldmarschall Henning Rudolf Horn af Rantzien, welcher mit seinen Töchtern von den Russen gefangen genommen wurde.
1722 plante Staël von Holstein eine Hochzeit mit Sofia Elisabeth Ridderschantz. Die Hochzeit wurde jedoch abgebrochen, weil seine Frau Ingeborg aus Russland, wo sie noch immer gefangen gehalten wurde, zurückkehrte. Im Jahre 1731 wurde Staël von Holstein in den Freiherrenstand erhoben.
Im Jahre 1761, als seine erste Frau starb, heiratete Staël Sofia Elisabeth Ridderschantz. Die Tochter von George Bogislaus Staël von Holstein, Anna Helena Juliana, starb im Alter von fünf Jahren. Damit starb dieser Adelszweig der Adelsfamilie Staël von Holstein aus.

## Militärische Laufbahn
Staël von Holstein begann seine militärische Karriere am 20. Februar 1700 als Freiwilliger in der schwedischen Leibgarde. Er wurde 1701 zum Unteroffizier bei der Artillerie befördert. In der Folge wurde Staël von Holstein Kornett im Dragonerregiment der Provinz Ingermanland, welches unter dem Kommando von Otto Vellingk stand. Er nahm an den Feldzügen in Livland gegen die russischen und sächsischen Armeen teil. 1702 wurde er zum Leutnant befördert und ein Jahr später zum Hauptmann im Infanterieregiment von Adam de la Gardie. Das Regiment wurde 1704 eingesetzt, um die von russischen Truppen belagerte Stadt Narva zu befreien. Im April wurde er zum Befehlshaber der Grenadierkompanie des Regimentes ernannt.
Der schwedische Angriff schlug fehl und Staël von Holstein wurde gefangen genommen. Er wurde in Gefangenenlagern in Sibirien und später in der Nähe von Moskau gefangen gehalten. Staël von Holstein gelang es im Jahre 1711, für einen russischen Offizier ausgetauscht zu werden. Seiner Frau, deren Schwestern und seinem Schwiegervater wurde es nicht erlaubt, Russland zu verlassen. Nach seiner Rückkehr wurde Staël von Holstein auf den direkten Befehl des schwedischen Königs Karl XII., welcher sich in Bender befand, in das Skaraborg Regiment entsandt.
1713 wurde Staël zum Oberstleutnant befördert und im Jahr 1715 marschierte er mit dem Skaraborg Regiment nach Schonen. Zwei Jahre später wurde er zum Oberst ernannt. 1718 beteiligte er sich mit seinem Regiment am Feldzug gegen Norwegen und nahm an der Belagerung von Frederikshald teil.
1719 lag das Skaraborg Regiment in Göteborg in Garnison. Der Angriff des dänischen Kapitäns Peter Wessel Tordenskiold auf die Festung Nya Elfsborg wurde von dessen Kommandanten Johan Abraham Lillie mit aller Kraft zurückgeschlagen. Die Artillerieabteilung des Skaraborg Regiments begann am 24. Juli mit einem Gegenangriff auf die dänische Flotte. Diese waren vom starken Artilleriefeuer von Land so überrascht, dass sich die Flotte zurückzog und der Angriff abgewehrt wurde.
1720 nahm Staël Abschied von der schwedischen Armee und diente in den folgenden Jahren unter dem Herzog Karl Friedrich von Holstein. Er war dessen Generalmajor und Kommandeur der Leibwache.
1733 wurde Staël von Holstein zum Oberst und Kommandanten des Schlosses Kalmar ernannt. Ein Jahr später zum Gouverneur von Kalmar.
Staël wurde 1734 zum Generalmajor ernannt. Er war 1742 einer der Führer der politischen Gruppe der Mössorna.
1743 wurde Staël von Holstein zum Generalleutnant befördert. Er wurde auch zum Ritter des königlichen Seraphinenorden geschlagen. 1754 wurde er zum Gouverneur von Malmöhus län und Kommandanten von Malmö ernannt. Diese Position behielt er bis zum Tode inne.
1757 wurde Staël zum Feldmarschall ernannt.

## Im Zivilleben
1737 errichtete Staël eine Textilfabrik in Kalmar. 1741 gründete er gemeinsam mit dem Gouverneur des Kronobergs län Anders Koskull Kosta eine Glashütte. Später kaufte Staël in der Provinz Halland ein großes Anwesen als Stammsitz. Dieses liegt in der Nähe von Vapnö bei Halmstad und ist immer noch in Familienbesitz.